# Lutte aux Jeux panarabes de 1992
Navigation
Édition précédente Édition suivante
Les épreuves de lutte aux Jeux panarabes de 1992 se déroulent du 6 au 9 septembre 1992 à Damas (Syrie).

## Résumé des médailles

### Lutte libre
| Épreuves | Or                    | Argent                   | Bronze             |
| -------- | --------------------- | ------------------------ | ------------------ |
| - 48 kg  | Mahmoud Masouti       | Abdoullah Hassan Elazary | Hassen Mastouri    |
| - 52 kg  | Yacine Ourabi         | Alaa Abdelshafy          | Hatem Romdhani     |
| - 57 kg  | Badiâ Rihani          | Youssef Magdy            | Hatem Boukottaya   |
| - 62 kg  | Mahmoud Shetaiwi      | Omar Degachi             | Tarek Ibrahim      |
| - 68 kg  | Ahmed El Ousta        | Abdelhakim Abu Snina     | Ahmed Hafez Saber  |
| - 74 kg  | Abdelazim El Khodary  | Lotfi Tebessi            | Mohamed Khanati    |
| - 82 kg  | Mohamed Zayar         | Mohamed Saleh            | Abdelhamid Darmoul |
| - 90 kg  | Moustafa Abdel-Hareth | Jalel Bakr               | Mansour Batich     |
| - 100 kg | Ali Gabr              | Kacem Hazima             | Ahmed Elshamy      |
| - 130 kg | Samer Kashour         | Kamal Abdou              | Omrane Ayari       |

### Lutte gréco-romaine
| Épreuves | Or                      | Argent                   | Bronze         |
| -------- | ----------------------- | ------------------------ | -------------- |
| - 48 kg. | Mohamed Hassoum         | Abdoullah Hassan Elazary | Nagib Ahmed    |
| - 52 kg. | Abdelaziz Essebai       | Gehad Elcherif           | Nabil Salhi    |
| - 57 kg. | Khaled El Faraj         | Jameleddine Belhaj       | Youssef Magdy  |
| - 62 kg  | Nader Essebai           | Saïd Kajawer             | Ahmed Kamal    |
| - 68 kg  | Houssam Hamid           | Mohamed Elalay           | Ahmed Elfakir  |
| - 74 kg  | Zohair El Baleh         | Mohamed El Khodary       | Youssef Boukra |
| - 82 kg  | Mohieddine Abdel-Hareth | Nasser Altahan           | Lotfi Tebessi  |
| - 90 kg  | Moustafa Abdel-Hareth   | Riadh Ben Abdelaziz      | Mohannad Hayek |
| - 100 kg | Kamal Abdou             | Mohamed Naouar           | Arafet Redwan  |
| - 130 kg | Hassan Ramdhoun         | Omrane Ayari             | Hassan Haddad  |

## Tableau des médailles
| Rang | Nation          | Or | Argent | Bronze | Total |
| ---- | --------------- | -- | ------ | ------ | ----- |
| 1    | Syrie           | 13 | 3      | 4      | 20    |
| 2    | Égypte          | 7  | 5      | 6      | 18    |
| 3    | Tunisie         | 0  | 6      | 8      | 14    |
| 4    | Jordanie        | 0  | 2      | 0      | 2     |
| 5    | Yémen           | 0  | 2      | 0      | 2     |
| 6    | Algérie         | 0  | 1      | 1      | 2     |
| 7    | Palestine       | 0  | 1      | 0      | 1     |
| 8    | Arabie saoudite | 0  | 0      | 1      | 1     |
|      | Total           | 20 | 20     | 20     | 60    |

## Source
- (en) « Lutte aux Jeux panarabes de 1992 », Foeldeak wresling database